# Nervio trigémino
El nervio trigémino o nervio trigeminal (del lat.: trigeminus, de tres mellizos), también conocido como quinto par craneal o V par, es un nervio craneal mixto, cuenta con una porción sensitiva y una porción motora 
. Las ramas motoras se originan en el núcleo motor trigeminal que se localiza cerca del núcleo sensitivo del trigémino, pero no provienen del trigémino, aunque se nombren igual. "El nervio Vestibulo-Masetérico es su rama principal, la cual proporciona inervación a la glándula parótida". La porción motora eferente inerva así los músculos masticadores, como el temporal, el masetero, pterigoideo interno y externo, además del tensor del tímpano, tensor del velo palatino, el milohioideo y el vientre anterior del digástrico. Su origen aparente se encuentra en la superficie anterolateral de la protuberancia del tallo encefálico (o Puente), en cuanto a su origen real es meramente la raíz sensitiva; este nervio se divide en tres porciones principales:
- el nervio oftálmico o V1, que sale del cráneo por la fisura orbitaria superior y discurre por el techo de la órbita donde da sus ramas (nasal, frontal y lagrimal);
- el nervio maxilar o V2, que atraviesa el agujero redondo mayor para pasar a la fosa pterigopalatina, en la que se divide;
- el nervio mandibular o V3, que atraviesa el agujero oval para llegar a la fosa cigomática y dividirse.

La función del trigémino se conforma por fibras somáticas que transportan impulsos exteroceptivos, como sensaciones táctiles, de propiocepción y dolor de los 2/3 anteriores de la lengua, contribuye a la sensorialidad de los 2/3 anteriores de la lengua (fibras gustativas proporcionadas por el nervio cuerda del tímpano del VII par), piezas dentarias, la conjuntiva del ojo, duramadre, la mucosa bucal, nariz y los senos paranasales, además de aproximadamente la mitad de la piel anterior de la cabeza.
- El nervio oftálmico conduce información sensitiva del cuero cabelludo y frente, párpado superior, la córnea, la nariz, la mucosa nasal, los senos frontales y partes de las meninges.
- El nervio maxilar: conduce información sensitiva sobre el párpado inferior y la mejilla, dorso y punta de la nariz, el labio superior, los dientes superiores, la mucosa nasal, el paladar y el techo de la faringe, los senos maxilar etmoidal y esfenoidal.
- El nervio mandibular: conduce información sensitiva del labio inferior, dientes inferiores, alas de la nariz, barbilla, de dolor y temperatura de la boca. La sensibilidad de los 2/3 anteriores de la lengua acompaña a una rama de este nervio, la lingual, aunque estos tipos de fibras nerviosas luego se desvían para formar parte del par VII.

## Orígenes
Su origen aferente (fibras que salen de la médula) son dos raíces colocadas en la cara antero lateral de la protuberancia anular, en el punto en que se funde con los dos pedúnculos cerebelosos medios. El ramo sensitivo es el de mayor calibre y lleva por dentro la rama motriz, mucho más pequeña.
Núcleos:
- Núcleo motor: es una pequeña columna gris, de 4 a 5 milímetros de altura, profundamente situada en la protuberancia, algo por encima del núcleo facial.
- Núcleo mesencefálico: consiste en una delgada columna de neuronas sensitivas primarias. Sus prolongaciones periféricas, que viajan con los nervios motores, transmiten información propioceptiva desde los músculos de la masticación. Sus prolongaciones centrales se proyectan, principalmente a su núcleo motor (núcleo masticatorio), para encargarse del control reflejo de la mordedura.
- Núcleo sensitivo principal (situado en la protuberancia)
- Núcleo trigeminoespinal (situado en el bulbo)

Desde la cara ántero-lateral de la protuberancia, las dos raíces se dirigen hacia el borde superior de la porción petrosa del temporal (roca del temporal) y pasan a la fosa craneal media atravesando un orificio formado por la duramadre y que se encuentra asentado en la incisura de Gruber (impresión terminal) de la porción petrosa del temporal, para llegar así al cavum de Meckel, un desdoblamiento de la duramadre, disociándose la raíz sensitiva (plexo del trigémino) para luego formar el ganglio trigeminal (o de Gasser), que se aloja en la fosa trigeminal (fosita de Gasser), de la fosa craneal media; mientras que la raíz motora se sitúa por debajo del ganglio trigeminal (o de Gasser), cuyo borde convexo externo genera tres ramos terminales: nervio oftálmico, nervio maxilar y nervio mandibular.
Cada uno de estos nervios, tiene anexo un ganglio nervioso:
1.º ganglio oftálmico o de Willis, 2.º ganglio esfenopalatino o de Meckel y 3.º ganglio ótico o de Arnold.

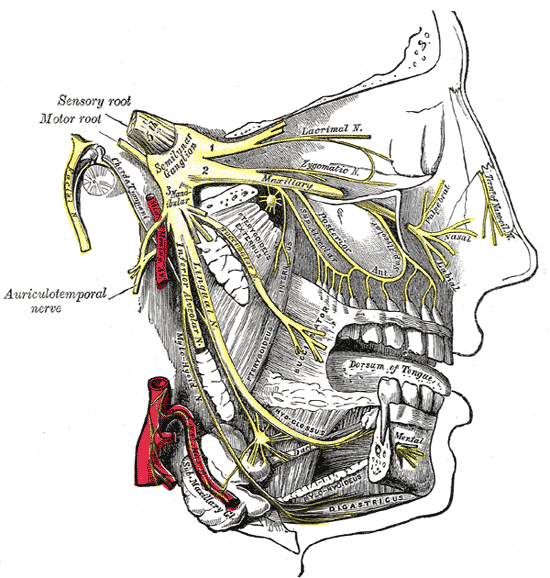
Gray FIG. 778–
Distribución de los nervios maxilares y mandibulares, y el ganglio submaxilar

## Nervio oftálmico o V1
El nervio oftálmico llega a la órbita por la pared externa del seno cavernoso. Después de haber dado algunos ramos sensitivos para la duramadre (nervio recurrente de Arnold), se divide en tres ramas, que penetran en la órbita por la fisura orbitaria superior. Estas ramas son:

### Nervio nasociliar
Es el más interno de los tres, atraviesa la fisura orbitaria superior, hendidura esfenoidal por la parte interna del anillo tendinoso común anillo de Zinn, se relaciona con la pared medial de la órbita y sigue por ella hasta el agujero etmoidal anterior, en donde se bifurca en un ramo interno y uno externo.
Sus ramas colaterales son tres principales:
- raíz larga del ganglio nasociliar , filete largo y delgado;
- nervios ciliares largos, que se juntan al grupo de los nervios ciliares salidos del ganglio oftálmico;
- filete esfenoetmoidal de Luschka, que se introduce en el agujero etmoidal posterior (orbitario interno) y posterior y termina en la mucosa del seno esfenoidal.

Al llegar al agujero etmoidal anterior se bifurca dando origen a sus dos terminales:
- nasal externa, continua con el camino que iba siguiendo el nervio, sigue el borde inferior del oblicuo superior/mayor hasta llegar a la polea del mismo, Troclea, , donde emite ramos ascendentes que se distribuye por la región interciliar, y ramos descendentes para las vías lagrimales y la piel de la nariz.

- nasal interna, se desvía de la ruta común yéndose por el agujero etmoidal anterior acompañado de la arteria etmoidal anterior, llega a la lámina cribosa para así entrar en las fosas nasales y se distribuye en ellas por dos ramos, uno para el tabique y el otro para la pared externa de las fosas nasales y la piel de la nariz (nervio nasobulbar).

### Nervio frontal
Penetra en la órbita por la hendidura esfenoidal por fuera del anillo de Zinn y se divide en dos ramos terminales llegando al reborde orbitario:
- nervio supraorbitario, que escapa de la órbita por el agujero supraorbitario y suministra ramos ascendentes para el periostio y piel de la región frontal, y ramos descendentes el párpado superior y por el seno frontal.
- nervio supratroclear, sale por la escotadura supratroclear y se distribuye por la pared interna de la región frontal, del párpado superior y raíz de la nariz.

### Nervio lagrimal
Penetra en la órbita por la parte más externa de la hendidura esfenoidal, sigue la pared externa de la órbita, donde se bifurca y termina en un ramo interno que se distribuye sobre el párpado superior y por la piel adyacente, acabando en un arco que se anastomosa con el patético y con un filete del nervio maxilar superior (ramo orbitario). El ramo externo inerva la glándula lagrimal.

### Ganglio oftálmico, Ciliar o de Willis
Es un pequeño engrosamiento situado en la parte externa del nervio óptico. Tiene forma cuadrilátera. Recibe ramos nerviosos (ramas aferentes) y emite otros (ramas eferentes).
Sus ramas aferentes son tres:
- raíz larga (sensitiva): que viene del nervio nasal; 

- raíz corta (motriz): se desprende del ramo que el nervio motor ocular común envía al músculo oblicuo menor; 

- raíz órgano-vegetativa que viene del plexo cavernoso.
Sus ramos eferentes forman los nervios ciliares (en número de ocho a diez). Estos nervios, se dirigen hacia el globo del ojo. Después de dar algunos filetes muy finos a la vaina externa del nervio óptico y a la arteria oftálmica, perforan la esclerótica alrededor del nervio óptico. Corren entonces por entre la esclerótica y la coroides y dan algunos filetes a estas dos membranas y llegan hasta la cara externa del músculo ciliar, formando un complicado plexo, del que salen numerosos filetes terminales para el músculo ciliar, el iris y la córnea.

## Nervio maxilar o V2

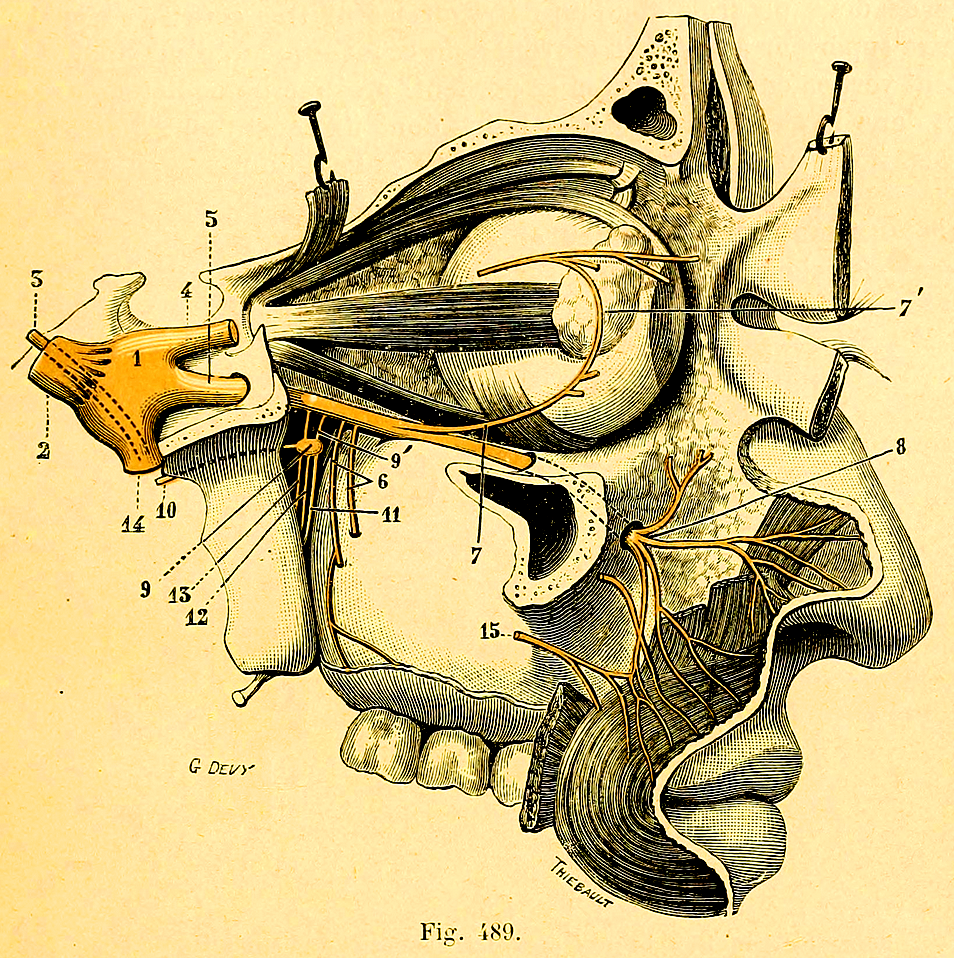
Nervio maxilar

Es un nervio sensitivo. Nace en la parte media del borde convexo anteroexterno del ganglio de Gasser, en plena fosa craneal media. Sale del cráneo por el agujero redondo mayor, atraviesa sucesivamente la fosa pterigomaxilar, donde adquiere la forma de “bayoneta” y ocupando la posición más alta y más profunda, atraviesa la hendidura esfenomaxilar e ingresa a la órbita, recorriendo su piso (canal infrorbitario y conducto infrorbitario) y, al llegar al agujero infraorbitario, ingresa a la región geniana, donde cambia de forma y de nombre, adquiriendo la forma de un ramillete y pasando a llamarse nervio infraorbitario. En su trayecto da seis ramas colaterales y una terminal.
Emite 6  ramas colaterales:
1. Ramo meníngeo medio. Nace en el trayecto intracraneal del nervio antes de salir por el redondo mayor y sigue luego a la arteria meníngea media por las meninges de las fosas esfenoidales, para inervar a la duramadre craneal.
2. Ramo orbitario. Nace en la fosa pterigopalatina, penetra en la órbita por la fisura orbitaria inferior hendidura esfenomaxilar, y se divide en dos ramos, uno, llamado ramo lacrimopalpebral, que se dirige adelante destinado a inervar a la glándula lacrimal poseyente de un filete que inerva al párpado superior; y el otro, llamado ramo cigomático, este último se divide en dos ramos: cigomático facial, sale por el agujero del mismo nombre y da inervación sensitiva a los pómulos de la cara y cigomático temporal, sale por el agujero del mismo nombre y da inervación sensitiva a las fibras verticales del músculo temporal.
3. Ramas Alveolares Posterosuperiores. Nacen en la fosa pterigomaxilar, son dos o tres, y van a perforar la tuberosidad del maxilar por sus agujeros dentarios posteriores para entregar inervación a molares superiores, ingresando a ellos por los respectivos ápices radiculares (con excepción de la raíz mesio-vestibular del primer molar superior).
4. Rama Alveolar Anterosuperior. Nace al interior del canal infraorbitario y, tras recorrer la mucosa sinusal, va a entregar inervación a caninos e incisivos superiores; puede confundirse en la línea media con las ramas alveolares anterosuperiores del lado contralateral y finalmente generar inervación cruzada en incisivos centrales.
5. Rama Alveolar Superior y Media Es Inconstante; aporta inervación para las premolares superiores y la raíz mesio-vestibular del primer molar superior.
6. Ganglio esfenopalatino. este nace a nivel de la fosa pterigomaxilar y se dividen en 7 ramos:
- Nervio faríngeo de Bock. Atraviesa el conducto pterigopalatino para inervar el techo de la faringe, la trompa de Eustaquio y el seno esfenoidal.
- Nervio nasal superior. Pasa por la hendidura esfenopalatina y se distribuye en las celdillas etmoidales.
- Nervio palatino anterior. Se dirige a través del vértice de la fosa pterigomaxilar y se introduce en el conducto palatino posterior y se distribuye la mucosa palatina de molares y premolares por el velo del paladar; durante su trayecto por el conducto, da el nervio nasal posterior, para el cornete y meato inferior.
- Nervio palatino medio. que se introduce en los conductos palatinos accesorios para inervar la mucosa palatina del tercer molar superior y la mucosa de la mitad anterior del velo del paladar, paladar blando, úvula o campanilla.
- Nervio palatino posterior. Que se introduce en los conducto palatino accesorio para inervar la mucosa de la mitad posterior del velo del paladar, paladar blando, úvula o campanilla..
- Nervio esfenopalatino externo. se distribuye por la mucosa de los cornetes medio y superior.
- Nervio esfenopalatino interno. recorre diagonalmente el tabique nasal o hueso vomer, desciende por este y se dirige por el piso de las fosas nasales para ingresar por el agujero nasopalatino donde se anastomosara con el nervio esfenopalatino interno del lado opuesto para formar el nervio nasopalatino, donde inervara a la mucosa palatina de incisivos y caninos superiores.

### Rama terminal
Nervio infraorbitario, atraviesa el agujero infraorbitario para convertirse en un nervio cruciforme (en forma de penacho) e inerva a la piel del ala de la nariz, labio superior y mucosa, encía vestibular del canino superior hasta la línea mesial, región cigomática (pómulo) y párpado inferior.
Ganglio esfenopalatino/pterigopalatino o de Meckel: Es un pequeño engrosamiento de color gris rojizo, situado por debajo del nervio maxilar superior, en la fosa pterigomaxilar, algo por fuera del agujero esfenopalatino. Además de dos o tres pequeños filetes procedentes del nervio maxilar superior, el ganglio de Meckel recibe otras tres ramas, unidas entre sí formando un solo tronco, que es el nervio vidiano. Estas tres ramas son:
1. ramo carotídeo, procedente del plexo simpático, que rodea la carótida interna;
2. el nervio petroso superficial mayor (que nace del ganglio geniculado del facial y atraviesa el hiato de Falopio), y
3. el nervio petroso profundo mayor (procedente del ramo de Jacobson, ramo del glosofaríngeo). Estas tres ramas, que contienen las tres raíces del ganglio (simpática, motriz y sensitiva), se unen para formar el nervio vidiano, el cual sale del cráneo por el agujero rasgado anterior, se introduce en el conducto vidiano y llega así hasta el ganglio de Meckel.

## Nervio mandibular o V3
Nervio de tipo mixto. Nace del ganglio de Gasser en la fosa craneal media como un nervio mixto(con fibras sensitivas y motrices); se dirige verticalmente hacia abajo hacia el agujero oval, por el que ingresa hacia la fosa cigomática. Durante su paso por este agujero, la raíz motora del trigémino se funde a él, convirtiéndolo así en nervio mixto. Durante su recorrido, da 8 ramas: 1 colateral y 7 terminales.

### Rama colateral
- Nervio recurrente meníngeo, que regresa a la cavidad craneal por el agujero espinoso, junto con la arteria meníngea media para inervar la duramadre craneal.

### Ramas terminales
- Tronco témporo-bucal de donde salen el nervio temporal, profundo anterior, que atraviesa el agujero cigomático para inervar al fascículo anterior del músculo temporal; y el nervio bucal, que pasa entre los dos fascículos del pterigoideo externo para dirigirse al músculo buccinador, atravesarlo, e inervar la mucosa del carrillo y la encía y surco vestibular de molares y segunda premolar inferior.
- Nervio temporal profundo medio que atraviesa el agujero cigomático para inervar al fascículo medio del músculo temporal.
- Tronco témporo-maseterino de donde salen el nervio temporal profundo posterior, que atraviesa el agujero cigomático para inervar al fascículo posterior del músculo temporal y el nervio maseterino que atraviesa la escotadura sigmoidea de la mandíbula para inervar al músculo masetero.
- Nervio Alveolar Inferior se dirige a la cara interna de la rama mandibular (espacio pterigomandibular) para atravesar el foramen mandibular e ingresar al canal mandibular y dar inervación a molares y premolares inferiores; a la altura del primer premolar inferior se divide en dos ramas: una interna, la incisiva, destinada a incisivos y canino inferior, y otra externa, la mentoniana, que sale del canal mandibular a través del foramen mentoniano, destinada a las partes blandas del mentón, el labio inferior, la encía y surco vestibular de incisivos, canino y primera premolar inferior.
- Nervio lingual ingresa con el nervio dentario inferior al espacio pterigomandibular, para luego hacerse bastante superficial a la altura de la tercera molar inferior, y después ingresar a la celdilla sublingual inervando a la mucosa sublingual, las glándulas sublingual y submandibular y toda la encía lingual de las piezas dentarias inferiores; finalmente, ingresa a la lengua e inerva la mucosa de sus dos tercios anteriores, se une con la rama cuerda del tímpano rama del nervio facial que da sensibilidad gustativa a los dos tercios anteriores de la lengua.
- Nervio aurículo-temporal que nace por dos raíces (una superior y otra inferior), que forman el ojal nervioso de Juvara (atravesado por la arteria meningea media) y que luego se unen para formar un solo nervio, para inervar a la ATM (articulación temporomandibular) y la glándula parótida entre otros, y luego hacerse superficial, para inervar a la piel que recubre el conducto auditivo externo y el cuero cabelludo de la región temporal (de allí su nombre).
- Tronco común de donde sale la inervación para los músculos pterigoideo interno, periestafilino externo y el músculo del martillo.

Ganglio ótico o de Arnold: pequeña masa nerviosa ovoidea situada inmediatamente por debajo del agujero oval y por dentro del nervio mandibular. Recibe ramos nerviosos (ramas aferentes) y emite otros (ramas eferentes).
-ramas aferentes: aparte de los ramos que le brinda el nervio mandibular, recibe tres raíces:
1. nervio petroso superficial menor (raíz motriz) procedente del nervio facial;
2. nervio petroso profundo mayor (raíz sensitiva) proveniente del nervio glosofaríngeo y
3. la raíz simpática proveniente del plexo que rodea a la arteria meníngea media.
-ramas eferentes: que se distribuyen por la mucosa de la caja del tímpano.

## Técnicas de anestesia
- Regional: se bloquean el lingual, dentario inferior y el bucal.
- Mentoniana: se bloquean el incisivo y el mentoniano.
- Palatina anterior(refuerzos): se bloquea el nasopalatino.
- Palatina posterior(refuerzos): se bloquea el palatino anterior.

### Enfermedades del trigémino
- Cefalea en racimos
- Herpes zóster
- Neuralgia del trigémino
- Queratitis neurotrófica